# Brug van Alcántara

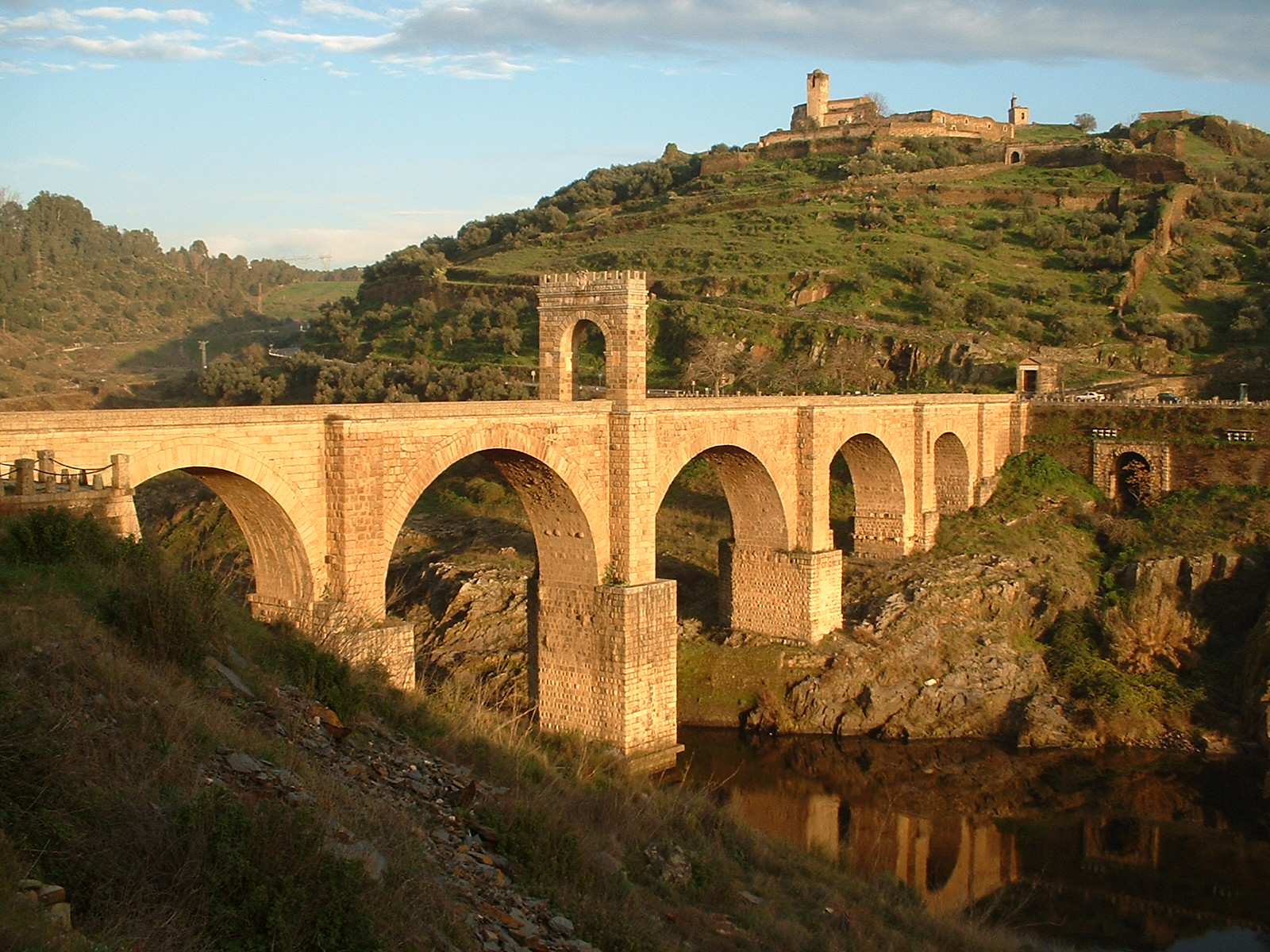
Brug van Alcántara

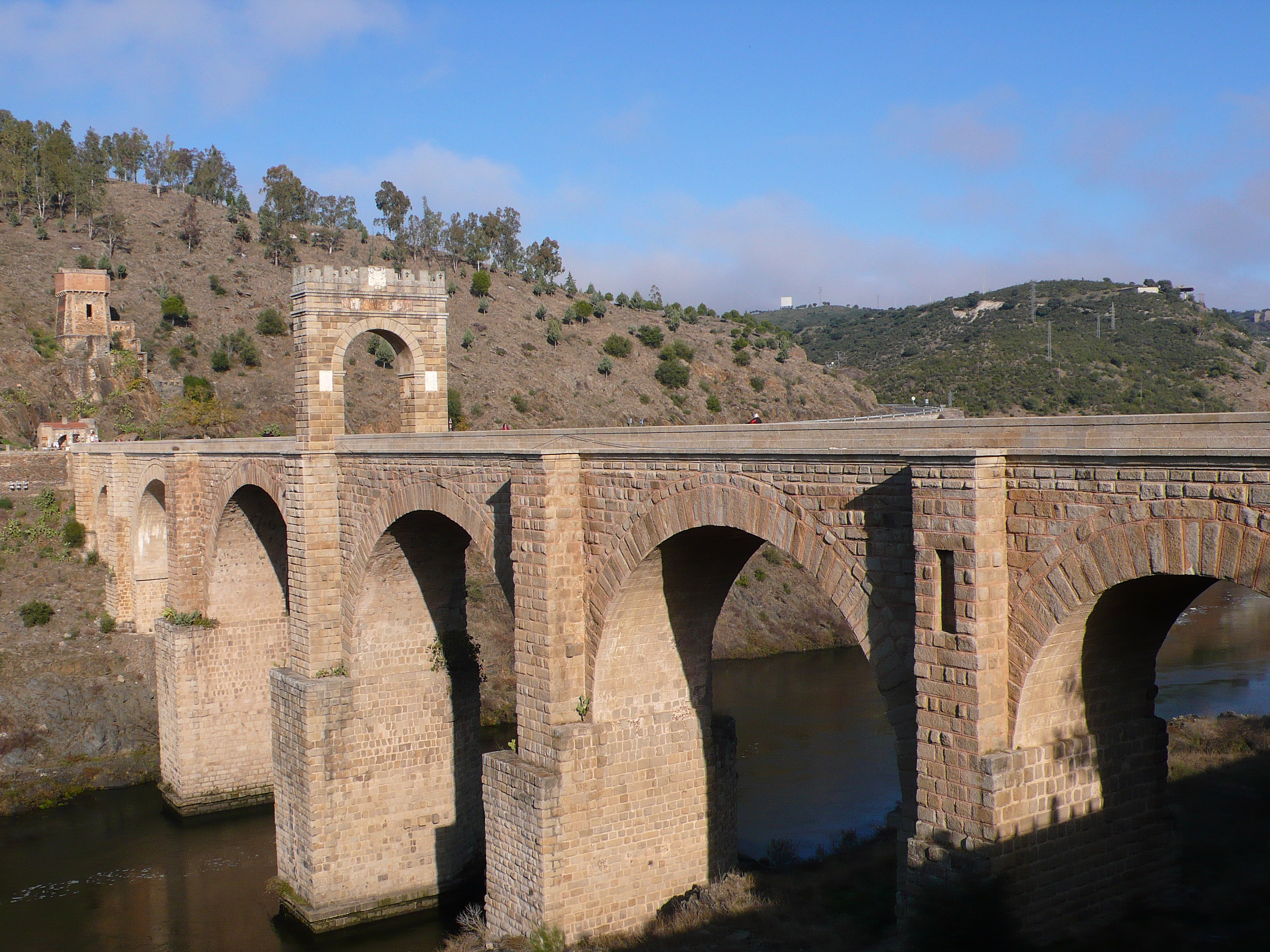
Brug van Alcántara

De Brug van Alcántara (Puente de Alcántara) is een Romeinse boogbrug in het Spaanse Alcántara, die de oevers van de Taag met elkaar verbindt. De brug is ontworpen door de architect Caius Iulius Lacer, in opdracht van de Romeinse keizer Trajanus in 98. De bouw van de zes bogen tellende brug duurde van 104 tot 106. In het midden van de brug bevindt zich een veertien meter hoge triomfboog waarboven de tekst Pontem perpetui mansurum in saecula in steen is gegraveerd. Aan de zuidzijde staat in het verlengde van de brug een Romeinse tempel.

## Geschiedenis
In het verleden is de brug meermaals door oorlogsgeweld beschadigd. De Moren vernielden in 1214 een van de kleinste bogen. In 1543 werd de boog hersteld waarbij gebruikgemaakt werd van stenen uit de oorspronkelijke steengroeve. De Spanjaarden vernielden tijdens de Spaanse Successieoorlog in 1707 een andere boog om de Portugezen tegen te houden. In 1762 werd dit gerepareerd in opdracht van Karel III. In 1809 werd deze boog tijdens de Spaanse Onafhankelijkheidsoorlog weer opgeblazen om het Franse leger de doorgang te beletten. In 1819 volgde provisorisch herstel met een houtconstructie die in 1836 tijdens de Eerste Carlistenoorlog afbrandde. In 1860 werd de brug gerepareerd.
De brug is na bijna 2000 jaar nog steeds in gebruik. Hij maakt deel uit van de weg EX-207. Het autoverkeer rijdt over het in oorspronkelijke stijl uitgevoerde plaveisel.